# Aleksandr Fedotenkov
Aleksandr Nikolaevich Fedotenkov (en ruso: Александр Николаевич Федотенков; nacido el 7 de enero de 1959) es un ex oficial de la Armada rusa. Tiene el rango de vicealmirante y fue subcomandante de la Armada rusa.

## Carrera
Fedotenkov nació el 7 de enero de 1959 en Seltso, Óblast de Briansk, entonces parte de la República Socialista Federativa Soviética de Rusia en la Unión Soviética. Asistió a la Escuela Naval Superior del Mar Negro P. S. Nakhimov, se graduó en 1981 y pasó a servir en la Flota del Norte. Aquí ascendió de rango de ingeniero de laboratorio a comandante asistente senior de un submarino. Tomó las Clases Superiores de Oficiales Especiales, se graduó en 1992, y en 1993 tomó el mando del submarino de ataque nuclearShchuka B-524 bajo el Project 671RTM/RTMK. A esto le siguió un nombramiento como subcomandante de la 33.ª División de Submarinos de la Flota del Norte.
Fedotenkov se graduó con honores de la Academia Naval N. G. Kuznetsov en 2000, y desde entonces hasta 2002 se desempeñó como jefe de personal de la 7.ª División de Submarinos de la Flota del Norte, y luego como su comandante desde 2002 hasta 2005. Después de más estudios en la Academia Militar del Estado Mayor General de las Fuerzas Armadas de Rusia, se graduó en 2007 y hasta 2009 se desempeñó como Comandante Adjunto de la Flotilla Kola, parte de la Flota del Norte. Desde 2009 hasta 2011 fue comandante de la Base Naval de Leningrado y, por decreto del presidente de Rusia, fue nombrado comandante de la Flota del Mar Negro el 24 de junio de 2011. Sucedió a Vladimir Korolyov, quien fue designado para comandar la Flota del Norte. Fue ascendido a vicealmirante el 13 de diciembre de 2012. El 17 de abril de 2013, Fedotenkov fue nombrado Comandante en Jefe Adjunto de la Armada de la Federación Rusa.
En mayo de 2015, Fedotenkov fue el líder ruso de los ejercicios navales conjuntos chino-rusos "Cooperación marítima 2015" en el Mediterráneo y el Mar Negro, junto con su homólogo, el vicealmirante Du Jingchen de la Armada del Ejército Popular de Liberación. Diez barcos de las armadas china y rusa participaron en los ejercicios de una semana que comenzaron el 17 de mayo. Fedotenkov declaró que el objetivo de los ejercicios era "fortalecer el entendimiento mutuo entre las armadas... con respecto a impulsar la estabilidad, contrarrestar nuevos desafíos y amenazas en el mar". Fedotenkov también fue el director ruso de los ejercicios del año siguiente, que tuvieron lugar en las aguas de Zhanjiang, provincia de Guandong. Fedotenkov alcanzó la edad de 60 años, la edad obligatoria para la jubilación, en 2018, y renunció al servicio activo. Desde entonces, ha sido asesor en la construcción de buques de guerra del director de la Oficina de Ingeniería Marina de Malakhit.
A lo largo de su carrera, Fedotenkov ha sido galardonado con la Orden del Valor y la Orden del Servicio a la Patria en las Fuerzas Armadas de la URSS de Tercera Clase. Está casado y tiene un hijo.